# Gymnosporangium corniculans
Gymnosporangium corniculans är en svampart som beskrevs av F. Kern 1910. Gymnosporangium corniculans ingår i släktet Gymnosporangium och familjen Pucciniaceae.   Inga underarter finns listade i Catalogue of Life.